# Beatriz Wagner
Beatriz Wagner (Florianópolis, 1 de noviembre de 1960) es una periodista brasileña.
Radicada en Sídney, Australia desde 1993, es directora del Programa de Língua Portuguesa de la Rádio SBS/Special Broadcasting Service en Sídney, dirigido a todas las comunidades que hablan el portugués en el país, acompañando en especial el proceso de independencia de Timor-Leste, país que visitó en siete oportunidades desde diciembre de 1999.
La SBS es la mayor emisora multicultural y multilingüe del planeta, transmitiendo en 68 idiomas. Es también correspondiente de la Agencia Lusa de Noticias, de Portugal, en Australia.
Beatriz trabajó, en el Brasil, en la RBS TV, en Florianópolis, de 1982 a 1984 y, de vuelta, en 1988, como Jefa de reportajes, coordinadora del interior, y editora de los telediarios Jornal Nacional primera edición, Jornal da Globo, Bom Dia SC, Rede Regional de Notícias, y Jornal das Sete. Fue también Jefa de reportajes de la TV Barriga Verde, en Florianópolis, afiliada a la TV Manchete, en 1987.
En 1984, obtuvo una licenciatura en periodismo por la Universidad Federal de Santa Catarina y, antes, en Comunicación Social por la Universidad Federal de Rio Grande do Sul en 1981. Realizó un postgrado en Ciencias de la Comunicación en la Universidad Autónoma de Barcelona entre 1985 a 1986, cuando trabajó como investigadora de la UNESCO, y a su vez, fue profesora por concurso de  teleperiodismo, cine y de redacción en la UFSC desde 1989 hasta 1992, cuando dirigió el Laboratorio de Video del curso.
Participó de los congresos de periodistas de idioma portugués, en Macao, de 1999, y en Recife, de 2000.
Por la SBS, ganó el Premio Nacional AUSTCARE de reportajes de radio sobre refugiados con "A Travessia", sobre una fuga de barco de Timor-Este hacia Darwin, en Australia, en 1996, y ganó mención honoraria en el Concurso nacional "Old People Speak Out", de 2004, de reportajes de radio sobre personas de edad avanzada. Entrevistó en su programa de radio a líderes timorenses como: Mari Alkatiri, Xanana Gusmão, José Ramos-Horta, el obispo Don Ximenes Belo, el presidente portugués Jorge Sampaio, Pelé, Gilberto Gil, Sérgio Vieira de Mello, Cesárea Évora, Nelly Furtado, la fadista Marisa, Sérgio Mendes, Marco Aurélio García, Don Pedro Casaldáliga, João Pedro Stédile, el vicepresidente del Consejo de ministros de Cuba y al Presidente del Comité Olímpico Cubano José Ramón Fernández, Ronaldo y a Ronaldinho, entre otros.